# ساره هارلو

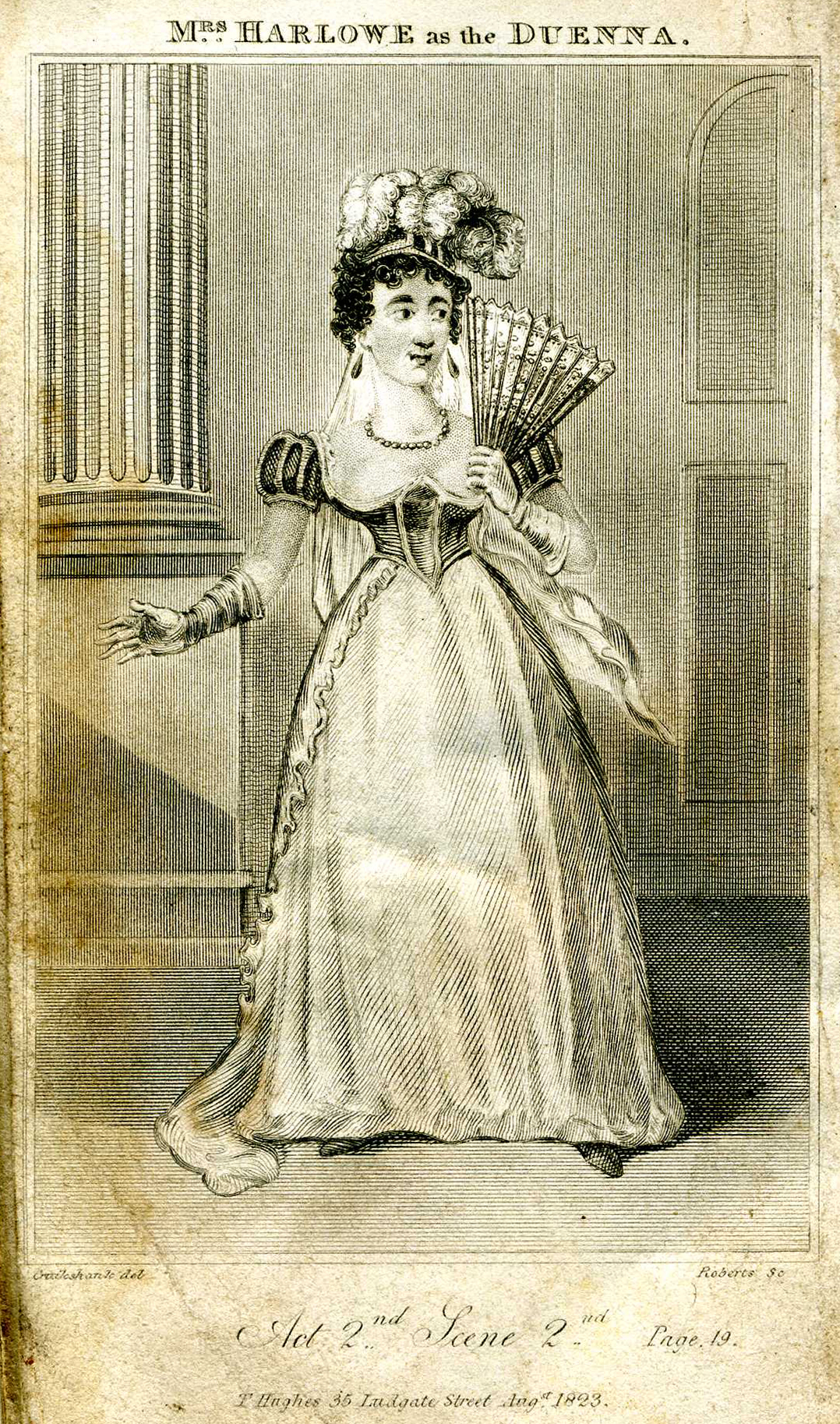
سارة هارلو

كانت سارة هارلو (1765-1852) ممثلة مشهورة في مسرح لندن في مطلع القرن التاسع عشر.

## سيرة شخصية
ولد هارلو في لندن في عام 1765. تحت اسم السيدة هارلو قدمت أول ظهور لها على المسرح في كولنبروك، بالقرب من سلاو، في عام 1787، نزلت في العام التالي إلى وندسور، حيث التقت بفرانسيس جودولفين والدرون (1743-1818)، وأصبحت زوجته.

### حياة المرحلة
كان والدرون مدرجاً لمسرح هايماركت في لندن، ومدير مسارح وندسور وريتشموند، وبائع كتب، وممثل عرضي في هايماركت ودوري لين، ومدير صندوق دروري لين المسرحي، وكاتب العديد من الأفلام الكوميدية، ومثقفاً لأدبيات شكسبير. من خلال اهتمام زوجها حصلت السيدة هارلو على خطوبة في سادلر ويلز، حيث كمغنية وممثلة ومؤدية في التمثيليمات الإيمائية، اكتسبت بعض المشاهير.
ظهرت في كوفنت جاردن في 4 نوفمبر 1790 في فيلم الهارب . كانت المغنية الأصلية لداون في البلاد تعيش معشوقة ، الأغنية قدمت بشكل عام إلى سيدة بيل . في عام 1792 كانت في Haymarket ، حيث ذهبت إلى Drury Lane ، تحملت شخصيات خادمات الغرف الذكية ، والزبابة ، والنساء العجائز ، ثم انتقلت إلى دار الأوبرا الإنجليزية. في افتتاح مسرح رويالتي ، ساحة ويل كلوز ، تحت إشراف ويليام ماكريدي الأكبر ، في 27 نوفمبر 1797 ، السيدة. لعب هارلو في المسرحية الموسيقية بعنوان Amurath the 4th ، أو the Turkish Harem ، وكذلك في التمثيل الإيمائي ، مهرجان الأمل ، أو Harlequin in a Bottle . في عام 1816 لعبت دور Lady Sneerwell في Drury Lane. توفي زوجها في مارس 1818 ، في عامه الخامس والسبعين.
بينما كانت سارة ممثلة كوميدية ضعيفة، بدون أي موهبة رائعة، كانت لديها معرفة كاملة بمتطلبات المسرح لدرجة أن خدماتها كانت مفيدة للغاية في أي مسرح. كان شكلها أنيقًا ، وغالبًا ما كانت تفترض شخصيات ذكورية. كانت أفضل أجزائها هي Lucy in the Rivals ، و Widow Warren in the Road to Ruin ، و Miss Mac-Tab in the Poor Gentleman ، والسيدة لامبرت العجوز في المنافق . ومع ذلك ، فقد كتبت غالبية السيدة. شخصيات جوردان ، ولعبها بنجاح كبير.
في عام 1826 تقاعدت من المسرح ، بعد أن لعبت في 21 فبراير تلك السنه دور السيدة. البصيرة في مهزلة جون بول في دروري لين. كانت واحدة من المشتركين الأصليين في صندوق Drury Lane المسرحي ، والذي حصلت منه في عام 1827 على راتب سنوي قدره 140 جنيهًا إسترلينيًا سنويًا ، والذي تم تخفيضه في عام 1837 إلى 112 جنيهًا إسترلينيًا.

### الموت
توفيت هارلو فجأة من مرض القلب في سكنها، 5 ألبرت بليس، جرافيسند، كنت، في 2 يناير 1852، عن عمر يناهز 86 عامًا، وتم تسجيل وفاتها في سومرست هاوس باسم «سارة والدرون، سنويا».